# Budapesti Akadémiai Kórustársaság
A Budapesti Akadémiai Kórustársaság Hollerung Gábor vezetésével a főváros és a magyar zenei élet egyik legelismertebb
oratóriumkórusa, a legnevesebb hivatásos zenekarok gyakori partnere.

## A kórus története
A Budapesti Akadémiai Kórustársaság 1957-ben alakult a KISZ Központi Művészegyüttes Egyetemi Énekkaraként. 1980-tól Hollerung Gábor vette át a kórus irányítását, ő jelenleg a kórus művészeti vezetője.
A kórus alapítása óta sikerrel vett részt Európa valamennyi neves kórusversenyén, legnagyobb sikerük a Debreceni Bartók Béla
Nemzetközi Kórusverseny nagydíja és a Llangolleni Eisteddfod Internationes verseny első díja volt, ahol az énekkar a „Világ
Kórusa” elismerést is kapta. Állandó fellépője a kórusolimpiák gálakoncertjeinek, emellett rendszeresen fellép különböző hazai
fesztiválokon, többek között a Budapesti Tavaszi Fesztiválon valamint a Zempléni Fesztiválon. Minden évben közös oratóriumbérletet indít a Budafoki Dohnányi Zenekarral, és számos felvételt készített már a Magyar Rádióval, a RAI és a ZDF televíziós csatornákkal illetve a TELDEC-kel és a Hungarotonnal.
Az énekkar nagy hangsúlyt fektet a zenei utánpótlás nevelésére, így több, mint 20 éve minden évben szervezője illetve aktív
közreműködője az Országos Egyesített Kórusok zenei táborának. A kórus ezen kívül a Budapesti Nemzetközi Kórusverseny egyik
kezdeményezője és társrendezője.
Az ismert klasszikus művek interpretálása mellett az énekkar fontos célkitűzése a kortárs zene ápolása és új, magyar kórusművek bemutatása és megismertetése.

## Külső hivatkozások
- A kórus honlapja
- Az "Énekel az ország" honlapja
- A Budafoki Dohnányi Zenekar honlapja